# Mónaco en los Juegos Olímpicos de París 2024
Mónaco estuvo representado en los Juegos Olímpicos de París 2024 por seis deportistas, tres hombres y tres mujeres, que compitieron en cinco deportes.
Los portadores de la bandera en la ceremonia de apertura fueron los nadadores Théo Druenne y Lisa Pou. El equipo olímpico monegasco no obtuvo ninguna medalla en estos Juegos.